# 斯庫克洛斯特城堡
斯庫克洛斯特城堡（Skokloster Castle）是位於瑞典斯德哥爾摩和烏普薩拉之間梅拉倫湖的一座城堡。斯庫克洛斯特城堡是一座巴洛克式建築，修建於1654年至1676年期間，時值瑞典帝國時代。現在斯庫克洛斯特城堡由瑞典國家所有。
斯庫克洛斯特城堡由三十年戰爭瑞典陸軍司令卡爾‧古斯塔夫‧蘭格爾 （页面存档备份，存于）（Carl_Gustaf_Wrangel）興建，由於蘭格爾夫妻在三十年戰爭中大發了一筆戰爭財，歷來與其父不和的卡爾‧古斯塔夫‧蘭格爾在攀比之心下，斯庫克洛斯特城堡的設計比其父親的祖宅豪華幾倍。不過在其妻安娜‧瑪嘉烈塔‧馮‧豪維茲 （页面存档备份，存于）（Anna Margareta von Haugwitz）逝世三年之後，卡爾‧古斯塔夫‧蘭格爾也隨之而去，斯庫克洛斯特城堡也就此停工。
在1967年，斯庫克洛斯特城堡的繼承人將城堡售予瑞典政府，並改建為國家博物舘。

## 外部連結
- http://skoklostersslott.se （页面存档备份，存于）
- https://web.archive.org/web/20160129172458/http://www.panoramio.com/photo/24392794

59°42′11″N 17°37′17″E / 59.70306°N 17.62139°E